# Westin Virginia Beach Town Center
El Westin Virginia Beach Town Center es un hotel de gran altura de 38 pisos y una torre residencial en el centro de la ciudad de Virginia Beach, en el estado de Virginia. Es el edificio más alto de Virginia.

## Descripción
El hotel de 4 estrellas y 236 habitaciones ocupa los primeros 15 pisos del edificio, mientras que los pisos superiores son residenciales. Los 119 condominios en los pisos superiores varían de 83 a 370 m². La construcción comenzó en 2006. Tras su finalización en 2008, se convirtió en el edificio más alto de Virginia, superando al James Monroe Building en Richmond. En 2018, se renovó la parte del hotel.